# Anamnese (hoorspel)
Anamnese is een hoorspel van Ludvík Aškenazy. Anamnese werd op 24 november 1969 door de Bayerischer Rundfunk uitgezonden. C. Denoyer vertaalde het en de VARA zond het uit op woensdag 28 november 1973 (met een herhaling op woensdag 29 mei 1974). De regisseur was Ad Löbler. Het hoorspel duurde 40 minuten.

## Rolbezetting
- Loudi Nijhoff (mevrouw Drobná)
- Hans Veerman (de dokter)

## Inhoud
De domheid van de mensen heeft mevrouw Drobná ertoe aangezet een manifest tegen de onmenselijkheid van de mens op te stellen. Ze wordt kortweg als "gek" geklasseerd en afgedaan. De arts draait de anamnetische ondervraging zo, dat het vooroordeel onvermijdelijk bevestigd wordt…